# William Kelly (Politiker, 1786)
William Kelly (* 22. September 1786; † 24. August 1834 in New Orleans, Louisiana) war ein US-amerikanischer Politiker (Demokratisch-Republikanische Partei), der den Bundesstaat Alabama im US-Senat vertrat.
Der ursprünglich aus South Carolina stammende Kelly erhielt eine umfassende Schulbildung, studierte im Anschluss die Rechte, wurde in die Anwaltskammer aufgenommen und zog dann nach Tennessee, wo er als Jurist praktizierte und auch zum Richter ernannt wurde. Ab 1818 lebte er in Alabama, wo er eine Kanzlei in Huntsville eröffnete.
Nach dem Rücktritt von US-Senator John Williams Walker nahm William Kelly ab dem 12. Dezember 1822 dessen Platz im Kongress ein. In seiner Partei zählte er zu den Anhängern des späteren US-Präsidenten Andrew Jackson. Kellys Amtszeit endete am 3. März 1825. Im selben Jahr fungierte er dann noch als Speaker des Repräsentantenhauses von Alabama; dort schloss sich 1827 eine weitere Amtsperiode an. 1830 zog er nach Louisiana, wo er vier Jahre darauf starb.